# La tradició catalana
La tradició catalana és una obra de caràcter polític i religiós publicada per l'eclesiàstic i bisbe català i un dels màxims exponents del vigatanisme i catalanisme cristià, Josep Torras i Bages l'any 1892 i posteriorment reeditada 1906, 1924, 1935, 1948 i 1966.

## Context
A finals del segle xix, el catalanisme comença a agafar força al territori Català, especialment, arran de la celebració a Manresa, d'una assemblea constitutiva en que s'aprovaren les bases per a la Constitució Regional Catalana, dites Bases de Manresa, un document en què es plasmava el pensament polític de l'època i com s'havien de desenvolupar les relacions amb Espanya. L'ideari catalanista i regionalista fou defensat per dues figures contraposades. Primerament, Valentí Almirall, pensador de tendència liberal, autor de Lo Catalanisme (1886), i Josep Torras i Bages, de tendència conservadora i catòlica.

## Obra
Com a contraposició a l'Obra Lo Catalanisme de Valentí Almirall, Torras i Bages publicà una rèplica conservadora a l'ideari d'Almirall, materialitzada en La tradició catalana. A l'obra es defensava i s'exposava que l'esperit de Catalunya reposava en la família, en la propietat i en la religió catòlica, alhora que es feia una idealizació de l'edat mitjana com a època a imitar en el present de llavors.
En l'obra també es tracta el paper de l'església com a quelcom essencial i el paper fonamental de cristianització en la societat catalana industrial degradada. Es defensa el lligam compatible entre la defensa de la fe cristiana i de la cultura catalana per mitjà del regionalisme i el catalanisme, que són claus per renovar i potenciar la vida religiosa del país.
Com a síntesi, en la publicació, es defensa que perquè Catalunya reneixi cal que torni a la seva grandesa i glòria dels temps gòtics i és el clergat la institució que monopolitza l'encàrrec de dur a terme aquesta tasca per tal de regenerar la Catalunya degradada pel procés d'industrialització. Nogensmenys, aquesta doctrina ha d'estar allunyada del tradicionalisme integrista, reaccionari, immobilista i del racionalisme liberal, revolucionari i laic. En definitiva, l'autor es desmarca de personalitats tradicionalistes com Sardà i Salvany i de liberals i laiques com Valentí Almirall i abraça les tesis del Papa Lleó XIII, amb els matisos propis de l'autor.

## Influència
L'obra fou pionera en el catalanisme cristià i exercí influència en els catòlics catalans perquè es decantessin cap a postures alineades amb el regionalisme catalanista.